# Forty Elephants
Les Forty Elephants (« Quarante éléphants ») ou Forty Thieves  (« Quarante voleuses ») est un groupe criminel londonien exclusivement féminin du XIXe et XXe siècles spécialisé dans le vol à l'étalage.
Ce gang, nommé d'après le carrefour d'Elephant and Castle dont il est originaire, est remarquable pour sa longévité et son habileté à éviter sa détection par la police.

## Histoire
Les Quarante Voleurs opéraient dans le quartier d'Elephant and Castle à Londres. Ils étaient alliés au gang d'Elephant and Castle dirigé par les frères McDonald. Ils pillaient des magasins de qualité dans le West End de Londres et se déplaçaient partout dans le pays. Le gang était également connu pour se faire passer pour des domestiques dans des foyers de familles riches avant de cambrioler leurs maisons, souvent en utilisant de fausses références. Ils existaient depuis au moins 1873 jusqu'aux années 1950, avec quelques indices suggérant qu'ils pourraient avoir existé dès la fin du 18e siècle. Au début du 20e siècle, le gang était dirigé par Alice Diamond, surnommée la Reine des Quarante Voleurs, Diamond Annie, et amie de Maggie Hill, la sœur du gangster Billy Hill.
Leurs heures de gloire se situent pendant la période entre les deux guerres mondiales, lorsque le gang menait des raids à grande échelle, non seulement dans le West End de Londres, mais aussi dans d'autres grands centres commerciaux à travers le pays. Ils forçaient également des gangs plus petits à payer un tribut sur ce qu'ils avaient volé et punissaient les criminels qui ne respectaient pas leurs règles. Le gang avait ses propres règles et exigeait la loyauté de ses membres et des autres dans leur réseau d'approvisionnement et de distribution. Alice Diamond régnait avec une autorité absolue, en coopération avec Maggie Hill, Gertrude Scully, les sœurs Partridge, et bien d'autres. Plus de soixante-dix membres directs du gang opérant dans les années 1920 et 1930 ont été identifiés. Les rapports selon lesquels le gang se serait effondré lorsque leurs dirigeants ont été emprisonnés après la bataille de Lambeth en 1925 sont incorrects. Le gang existait toujours après la Seconde Guerre mondiale, de nouveaux membres de la famille ayant remplacé les anciens.
On disait qu'ils étaient capables de mobiliser un grand nombre d'hommes lors de combats dans les rues, bien qu'ils préféraient se concentrer sur leur spécialité, le vol à la tire. Ils étaient admirés par leurs homologues masculins du gang d'Elephant pour leur organisation et leur expertise. Un membre du gang, Lilian Goldstein (née Kendall), était connue de la police sous le nom de "Bandit aux cheveux coupés au carré", la compagne de l'associé du gang d'Elephant, Ruby Sparks, et était utile en tant que conductrice lors de ses raids de "smash and grab".

## Méthodes
Il n'est pas clair combien de temps le gang a opéré. La première mention du gang dans les journaux date de 1873, mais les archives policières de Londres indiquent que des voleuses à l'étalage étaient actives dans la région depuis la fin du 18e siècle. Les membres originaux du gang portaient des vêtements féminins modifiés pour inclure des poches cachées. Elles pouvaient dissimuler leur butin dans leurs manteaux, ceintures, manchons, jupes, culottes, et chapeaux. Le gang effectuait des raids dans les grands magasins du West End de Londres. En raison des attitudes modestes de l'époque, les clientes étaient souvent protégées par la discrétion du personnel du magasin, offrant aux voleuses l'opportunité d'échapper à la vigilance.
Le gang volait des marchandises d'une valeur de milliers de livres. Parfois, ces vols rapportaient suffisamment d'argent pour subvenir financièrement aux besoins de leurs maris. Ceux-ci comprenaient à la fois des hommes oisifs qui traînaient à la maison et des détenus du système carcéral britannique.
Le gang est finalement devenu bien connu dans la région et des magasins haut de gamme qu'ils ciblaient habituellement. La simple présence d'individus de leur genre pouvait provoquer des alarmes, ce qui compromettait le secret nécessaire à leurs activités. Leur réponse à ce défi a été d'étendre leurs activités de Londres à d'autres villes britanniques, où elles étaient moins connues. Elles ciblaient des zones rurales et des stations balnéaires.
Au 20e siècle, le gang a modernisé ses méthodes. Elles ont investi dans des voitures rapides pour transporter leur butin et comme véhicules de fuite pouvant semer la police. Le butin était également transféré par le biais du système ferroviaire britannique. Les membres du gang prenaient le train pour se rendre dans une ville et laissaient leurs valises vides dans les gares. Lors de leur retour, les valises étaient remplies de biens volés.
En plus du vol à l'étalage, le gang a développé d'autres activités, comme le cambriolage de maisons et le chantage. Les membres du gang utilisaient de fausses lettres de référence pour se faire embaucher comme domestiques et volaient ensuite les maisons de leurs employeurs. Elles séduisaient également des hommes pour des aventures brèves et les faisaient ensuite chanter en menaçant de ruiner leur réputation.
Dans les années 1920, les membres du gang ont commencé à imiter le groupe des "bright young things" dont les exploits faisaient la une de la presse populaire. Elles vivaient de manière extravagante et décadente, en imitant les exploits des stars de cinéma et des flappers de l'époque. Une partie de leurs gains était utilisée pour financer des fêtes et "dépensait sans compter" dans les clubs, pubs et restaurants qu'elles fréquentaient.
Le gang était particulièrement territorial en ce qui concerne son territoire. D'autres femmes qui volaient dans les magasins de leur secteur étaient forcées de verser un pourcentage de leurs gains au gang. Si les intruses refusaient de payer, le gang organisait des passages à tabac et des enlèvements jusqu'à ce que le paiement soit effectué.
Bien que plusieurs membres du gang aient été arrêtées et condamnées de temps en temps, leurs peines de prison étaient généralement courtes. Elles pouvaient être condamnées à 12 mois de travaux forcés ou à 3 ans d'incarcération. Une fois libérées, elles revenaient au gang. Plusieurs membres sont restées avec le gang pendant une période relativement longue. Un membre du gang, connue sous le nom d'Ada Wellman, a été arrêtée pour la première fois en 1921. Elle était toujours membre du gang lorsqu'elle a été arrêtée pour une autre infraction en 1939.
Bien que les membres du gang volaient souvent des vêtements, elles ne portaient généralement pas les vêtements volés. Leur butin était distribué à un réseau de receleurs, de commerçants de marché de rue et de prêteurs sur gages. Une partie des vêtements volés était vendue dans des magasins de vêtements, qui se contentaient de remplacer les étiquettes et de modifier les designs. Certains des receleurs associés au gang ont également été arrêtés, mais n'ont pas pu être condamnés. Ada McDonald a été arrêtée en tant que receleuse suspecte en 1910. Elle utilisait des registres d'authenticité suspecte pour convaincre les autorités que les biens en sa possession étaient le fruit de transactions financières légitimes. Jane Durrell, une autre receleuse suspecte, et son compagnon de fait Jim Bullock ont été jugés en 1911. Le jury a estimé que les preuves policières étaient insuffisantes, et ils ont été acquittés des charges et libérés.